# Liste des matchs de l'équipe d'Indonésie de football par adversaire
Cette liste présente les matchs de l'équipe d'Indonésie de football par adversaire rencontré. Lorsqu'une rivalité footballistique particulière existe entre l'Indonésie et un autre pays, une page spécifique est parfois proposée. Pour les matchs avant 1949, voir les matchs des Indes orientales néerlandaises.
- Haut – A
- B
- C
- D
- E
- F
- G
- H
- I
- J
- K
- L
- M
- N
- O
- P
- Q
- R
- S
- T
- U
- V
- W
- X
- Y
- Z

## A

### Algérie
Confrontations entre l'équipe d'Algérie de football et l'Équipe d'Indonésie de football en matchs officiels :
| Date         | Lieu              | Match               | Score | Compétition  |
| 20 août 1986 | Jakarta Indonésie | Indonésie - Algerie | 0-1   | Match amical |

Bilan
- Total de matchs disputés : 1
- Victoires de l'équipe d'Indonésie : 0
- Victoires de l'équipe d'Algérie : 1
- Matchs nuls : 0

### Allemagne de l'Est
| Date              | Lieu                               | Match           | Score | Compétition  |
| 19 septembre 1956 | Karl-Marx-Stadt Allemagne de l'Est | RDA - Indonésie | 3 - 1 | Match amical |
| 11 février 1959   | Djakarta Indonésie                 | Indonésie - RDA | 2 - 2 | Match amical |

Bilan
- Total de matchs disputés : 2
- Victoires de la RDA : 1
- Victoires de l'Indonésie : 0
- Matchs nuls : 1

### Australie
| Date             | Lieu                | Match                 | Score | Compétition                                |
| 17 novembre 1967 | Jakarta Indonésie   | Indonésie - Australie | 0 - 2 | Match amical                               |
| 20 novembre 1967 | Jakarta Indonésie   | Indonésie - Australie | 1 - 3 | Match amical                               |
| 7 octobre 1972   | Jakarta Indonésie   | Indonésie - Australie | 1 - 4 | Match amical                               |
| 13 mars 1973     | Sydney Australie    | Australie - Indonésie | 2 - 1 | Qualifications pour la Coupe du monde 1974 |
| 24 mars 1973     | Sydney Australie    | Australie - Indonésie | 6 - 1 | Qualifications pour la Coupe du monde 1974 |
| 21 mai 1974      | Jakarta Indonésie   | Indonésie - Australie | 1 - 2 | Match amical                               |
| 20 octobre 1976  | Jakarta Indonésie   | Indonésie - Australie | 1 - 1 | Match amical                               |
| 7 décembre 1980  | Jakarta Indonésie   | Indonésie - Australie | 1 - 1 | Match amical                               |
| 20 mai 1981      | Melbourne Australie | Australie - Indonésie | 2- 0  | Qualifications pour la Coupe du monde 1982 |
| 30 août 1981     | Jakarta Indonésie   | Indonésie - Australie | 1 - 0 | Qualifications pour la Coupe du monde 1982 |
| 11 octobre 1982  | Singapour           | Indonésie - Australie | 0 - 2 | Match amical                               |
| 14 octobre 1984  | Singapour           | Australie - Indonésie | 2 - 1 | Match amical                               |
| 25 août 1990     | Jakarta Indonésie   | Indonésie - Australie | 0 - 3 | Match amical                               |
| 14 août 1992     | Jakarta Indonésie   | Indonésie - Australie | 0 - 3 | Match amical                               |
| 29 mars 2005     | Perth Australie     | Australie - Indonésie | 3 - 0 | Match amical                               |
| 28 janvier 2009  | Jakarta Indonésie   | Indonésie - Australie | 0 - 0 | Éliminatoires de la Coupe d'Asie 2011      |
| 3 mars 2010      | Brisbane Australie  | Australie - Indonésie | 1 - 0 | Éliminatoires de la Coupe d'Asie 2011      |

Bilan
- Total de matchs disputés : 17
- Victoires de l'équipe d'Australie : 13
- Victoires de l'équipe d'Indonésie : 1
- Matchs nuls : 3

## B

### Bhoutan

#### Confrontations
Confrontations entre l'Indonésie et le Bhoutan :
|   | Date            | Lieu    | Match               | Score | Compétition                                                  |
| - | --------------- | ------- | ------------------- | ----- | ------------------------------------------------------------ |
| 1 | 6 octobre 2003  | Djeddah | Indonésie - Bhoutan | 2-0   | Tour qualificatif à la Coupe d'Asie des nations 2004 (gr. C) |
| 2 | 13 octobre 2003 | Djeddah | Indonésie - Bhoutan | 2-0   | Tour qualificatif à la Coupe d'Asie des nations 2004 (gr. C) |

#### Bilan
Au 30 mars 2019 :
- Total de matchs disputés : 2
- Victoires de l'Indonésie : 2
- Match nul : 0
- Victoires du Bhoutan : 0
- Total de buts marqués par l'Indonésie : 4
- Total de buts marqués par le Bhoutan : 0

### Brunei

#### Confrontations
Confrontations entre Brunei et l'Indonésie :
|   | Date              | Lieu                | Match              | Score | Compétition                                                              |
| - | ----------------- | ------------------- | ------------------ | ----- | ------------------------------------------------------------------------ |
| 1 | 28 mai 1971       | Bangkok             | Indonésie - Brunei | 9-0   | Tour préliminaire à la Coupe d'Asie des nations 1972 (gr. Asie du Sud-A) |
| 2 | 22 novembre 1977  | Kuala Lumpur        | Indonésie - Brunei | 4-0   | Jeux d'Asie du Sud-Est de 1977 (gr. A)                                   |
| 3 | 2 juin 1983       | Singapour           | Indonésie - Brunei | 1-1   | Jeux d'Asie du Sud-Est de 1983 (gr. B)                                   |
| 4 | 11 décembre 1985  | Bangkok             | Brunei - Indonésie | 1-1   | Jeux d'Asie du Sud-Est de 1985 (gr. B)                                   |
| 5 | 12 septembre 1987 | Jakarta             | Indonésie - Brunei | 2-0   | Jeux d'Asie du Sud-Est de 1987 (gr. B)                                   |
| 6 | 21 août 1989      | Kuala Lumpur        | Indonésie - Brunei | 6-0   | Jeux d'Asie du Sud-Est de 1989 (gr. B)                                   |
| 7 | 9 août 1999       | Bandar Seri Begawan | Brunei - Indonésie | 0-3   | Jeux d'Asie du Sud-Est de 1999 (gr. B)                                   |
| 8 | 26 septembre 2012 | Bandar Seri Begawan | Brunei - Indonésie | 0-5   | Match amical                                                             |
| 9 | 2 décembre 2017   | Banda Aceh          | Indonésie - Brunei | 4-0   | Match amical                                                             |

#### Bilan
Au 31 mars 2019 :
- Total de matchs disputés : 9
- Victoires de Brunei : 0
- Matchs nuls : 2
- Victoires de l'Indonésie : 7
- Total de buts marqués par Brunei : 2
- Total de buts marqués par l'Indonésie : 30

## C

### Cambodge
| Date              | Lieu                | Match                | Score | Compétition  |
| 6 août 1965       | Pyongyang           | Indonésie - Cambodge | 0-0   |              |
| 15 novembre 1970  | Bangkok             | Indonésie - Cambodge | 4-1   |              |
| 30 mai 1971       | Bangkok             | Indonésie - Cambodge | 0-2   |              |
| 13 juin 1971      | Jakarta             | Indonésie - Cambodge | 1-0   |              |
| 15 juin 1972      | Jakarta             | Indonésie - Cambodge | 4-0   |              |
| 26 septembre 1973 | Séoul               | Indonésie - Cambodge | 2-3   |              |
| 15 décembre 1974  | Bangkok             | Indonésie - Cambodge | 1-1   |              |
| 6 décembre 1995   | Chiangmai           | Indonésie - Cambodge | 10-0  |              |
| 7 septembre 1996  | Singapour           | Indonésie - Cambodge | 3-0   |              |
| 6 avril 1997      | Jakarta             | Indonésie - Cambodge | 8-0   |              |
| 27 avril 1997     | Phnom Penh          | Cambodge - Indonésie | 1-1   |              |
| 31 juillet 1999   | Bandar Seri Begawan | Indonésie - Cambodge | 1-0   |              |
| 30 octobre 1999   | Phnom Penh          | Cambodge - Indonésie | 1-5   |              |
| 20 novembre 1999  | Jakarta             | Indonésie - Cambodge | 9-2   |              |
| 22 avril 2001     | Jakarta             | Indonésie - Cambodge | 6-0   |              |
| 29 avril 2001     | Phnom Penh          | Cambodge - Indonésie | 0-2   |              |
| 17 décembre 2002  | Jakarta             | Indonésie - Cambodge | 4-2   |              |
| 13 décembre 2004  | Hanoï               | Indonésie - Cambodge | 8-0   |              |
| 21 août 2008      | Jakarta             | Indonésie - Cambodge | 7-0   |              |
| 7 décembre 2008   | Jakarta             | Indonésie - Cambodge | 4-0   |              |
| 25 septembre 2014 | Malang              | Indonésie - Cambodge | 1-0   | Match amical |
| 8 juin 2017       | Phnom Penh          | Cambodge - Indonésie | 0-2   | Match amical |

Bilan
Total de matchs disputés : 22
- Victoires de l'équipe d'Indonésie : 17
- Matchs nuls : 3
- Victoires de l'équipe du Cambodge : 2

## E

### Émirats arabes unis

#### Confrontations
Confrontations entre les Émirats arabes unis et l'Indonésie :
|   | Date             | Lieu         | Match                           | Score           | Compétition                               |
| - | ---------------- | ------------ | ------------------------------- | --------------- | ----------------------------------------- |
| 1 | 2 septembre 1981 | Kuala Lumpur | Émirats arabes unis - Indonésie | 2-5             | Tournoi Merdeka 1981 (ms) (gr. A)         |
| 2 | 14 août 1982     | Kuala Lumpur | Émirats arabes unis - Indonésie | 2-1             | Tournoi Merdeka 1982 (ms) (gr. A)         |
| 3 | 1er octobre 1986 | Séoul        | Indonésie - Émirats arabes unis | 2-2 (tab : 4-3) | Jeux asiatiques de 1986 (quart de finale) |
| 4 | 10 décembre 1996 | Abou Dabi    | Émirats arabes unis - Indonésie | 2-0             | Coupe d'Asie des nations 1996 (gr. A)     |

#### Bilan
Au 12 avril 2019 :
- Total de matchs disputés : 4
- Victoires des Émirats arabes unis : 2
- Matchs nuls  : 1
- Victoires de l'Indonésie : 1
- Total de buts marqués par les Émirats arabes unis : 8
- Total de buts marqués par l'Indonésie : 8

## F

### Fidji
| Date             | Lieu      | Match             | Score | Compétition                             |
| 31 mai 1981      | Suva      | Fidji - Indonésie | 0-0   | Éliminatoires de la Coupe du monde 1982 |
| 10 août 1981     | Melbourne | Indonésie - Fidji | 3-3   | Éliminatoires de la Coupe du monde 1982 |
| 2 septembre 2017 | Bogor     | Indonésie - Fidji | 0-0   | Match amical                            |

## J

### Japon
Confrontations entre l'Indonésie et le Japon :
| Date              | Lieu         | Match             | Score | Compétition                                                      |
| 1er mai 1954      | Manille      | Indonésie - Japon | 5-3   | Match amical                                                     |
| 18 août 1961      | Singapour    | Indonésie - Japon | 2-0   | Match amical                                                     |
| 8 août 1967       | Taipei       | Japon - Indonésie | 2-1   | Qualifications pour la Coupe d'Asie des nations 1968 (Groupe 3)  |
| 8 août 1970       | Kuala Lumpur | Japon - Indonésie | 4-3   | Match amical                                                     |
| 16 décembre 1970  | Bangkok      | Japon - Indonésie | 4-3   | Match amical                                                     |
| 6 août 1972       | Singapour    | Indonésie - Japon | 1-0   | Match amical                                                     |
| 7 août 1975       | Kuala Lumpur | Japon - Indonésie | 4-1   | Match amical                                                     |
| 10 août 1976      | Kuala Lumpur | Japon - Indonésie | 6-0   | Match amical                                                     |
| 17 juillet 1978   | Kuala Lumpur | Japon - Indonésie | 1-2   | Match amical                                                     |
| 31 mai 1979       | Tokyo        | Japon - Indonésie | 4-0   | Match amical                                                     |
| 11 juillet 1979   | Kuala Lumpur | Japon - Indonésie | 0-0   | Match amical                                                     |
| 24 février 1981   | Jakarta      | Indonésie - Japon | 2-0   | Match amical                                                     |
| 19 septembre 1981 | Kuala Lumpur | Japon - Indonésie | 2-0   | Match amical                                                     |
| 28 mai 1989       | Jakarta      | Indonésie - Japon | 0-0   | Qualifications pour la Coupe du monde 1990 - 1er tour (Groupe 6) |
| 11 juin 1989      | Tokyo        | Japon - Indonésie | 5-0   | Qualifications pour la Coupe du monde 1990 - 1er tour (Groupe 6) |

Bilan
Total de matchs disputés : 15
- Victoires de l'équipe du Japon : 8
- Matchs nuls : 2
- Victoires de l'équipe d'Indonésie : 5

## K

### Kirghizistan

#### Confrontations
Confrontations entre l'Indonésie et le Kirghizistan :
|   | Date              | Lieu       | Match                    | Score | Compétition  |
| - | ----------------- | ---------- | ------------------------ | ----- | ------------ |
| 1 | 1er novembre 2013 | Jakarta    | Indonésie - Kirghizistan | 4-0   | Match amical |
| 2 | 6 décembre 2017   | Banda Aceh | Indonésie - Kirghizistan | 0-1   | Match amical |

#### Bilan
Au 3 avril 2019 :
- Total de matchs disputés : 2
- Victoires de l'Indonésie : 1
- Matchs nuls : 0
- Victoires du Kirghizistan : 1
- Total de buts marqués par l'Indonésie : 4
- Total de buts marqués par le Kirghizistan : 1

## M

### Maldives

#### Confrontations
Confrontations entre les Maldives et l'Indonésie :
|   | Date            | Lieu    | Match                | Score | Compétition                                                      |
| - | --------------- | ------- | -------------------- | ----- | ---------------------------------------------------------------- |
| 1 | 8 avril 2001    | Jakarta | Indonésie - Maldives | 5-0   | Tour préliminaire à la Coupe du monde 2002 (zone Asie, 1er tour) |
| 2 | 6 mai 2001      | Malé    | Maldives - Indonésie | 0-2   | Tour préliminaire à la Coupe du monde 2002 (zone Asie, 1er tour) |
| 3 | 12 octobre 2010 | Bandung | Indonésie - Maldives | 3-0   | Match amical                                                     |

#### Bilan
Au 6 avril 2019 :
- Total de matchs disputés : 3
- Victoires des Maldives : 0
- Matchs nuls : 0
- Victoires de l'Indonésie : 3
- Total de buts marqués par les Maldives : 0
- Total de buts marqués par l'Indonésie : 10

## S

### Sénégal
| Date         | Lieu         | Match               | Score | Compétition                       |
| 11 août 1982 | Kuala Lumpur | Sénégal - Indonésie | 2-2   | Tournoi de Merdeka 1982 (1ertour) |

Bilan
- Total de matchs disputés : 1
- Victoires de l'équipe d'Indonésie : 0
- Victoires de l'équipe du Sénégal : 0
- Matchs nuls : 1

## T

### Timor oriental

#### Confrontations
Confrontations entre l'Indonésie et le Timor oriental :
|   | Date             | Lieu      | Match                      | Score | Compétition                 |
| - | ---------------- | --------- | -------------------------- | ----- | --------------------------- |
| 1 | 21 novembre 2010 | Palembang | Indonésie - Timor oriental | 6-0   | Match amical                |
| 2 | 14 novembre 2012 | Jakarta   | Indonésie - Timor oriental | 1-0   | Match amical                |
| 3 | 11 novembre 2014 | Jakarta   | Indonésie - Timor oriental | 4-0   | Match amical                |
| 4 | 13 novembre 2018 | Jakarta   | Indonésie - Timor oriental | 3-1   | AFF Suzuki Cup 2018 (gr. B) |

#### Bilan
Au 11 avril 2019 :
- Total de matchs disputés : 4
- Victoires de l'Indonésie : 4
- Match nul : 0
- Victoires du Timor oriental : 0
- Total de buts marqués par l'Indonésie : 14
- Total de buts marqués par le Timor oriental : 1

## U

### URSS
| Date              | Lieu                | Match            | Score | Compétition         |
| 29 novembre 1956  | Melbourne Australie | Indonésie - URSS | 0 - 0 | JO 1956 (Melbourne) |
| 1er décembre 1956 | Melbourne Australie | Indonésie - URSS | 0 - 4 | JO 1956 (Melbourne) |

Bilan
- Total de matchs disputés : 2
- Victoires de l'équipe d'Indonésie : 0
- Victoires de l'équipe d'URSS : 1
- Matchs nuls : 1